# Райнгард Крулль
Райнгард Крулль (нім. Reinhard Krull, 2 жовтня 1954) — німецький хокеїст на траві.
Срібний призер Олімпійських Ігор 1984 року.